# Isochromodes umbrilinea
Isochromodes umbrilinea är en fjärilsart som beskrevs av William Schaus 1901. Isochromodes umbrilinea ingår i släktet Isochromodes och familjen mätare. Inga underarter finns listade i Catalogue of Life.